# Escoles Locals de Comerç
Les Escoles Locals de Comerç foren creades per acord de l'Assemblea de la Mancomunitat de Catalunya el mes de novembre de 1916. Per incompliment de les bases del concurs, el Consell Permanent de la Mancomunitat anul·la aquestes concessions i encomana al Consell de Pedagogia la redacció d'unes bases per a la convocatòria d'un nou concurs per adjudicar dues escoles, cadascuna d'elles instal·lada en un edifici propi. Aquest, com a mínim, tindrà una aula-laboratori i una aula-oficina. El seu professorat estava format a l'Escola d'Alts Estudis Comercials.